# 黄瑾明
黄瑾明（1937年—），男，壮族，广西贵港人，中国中医学家，广西中医药大学第一附属医院教授。第四届国医大师。